# Салафизм в Казахстане

Мусульмане на площади перед одной из казахстанских мечетей после пятничной молитвы

Салафизм в Казахстане — одно из исламских течений, распространённых среди мусульман Казахстана. Салафизм впервые появился в Казахстане в начале 1990-х годов и в основном распространён в западных регионах страны. Как официальное духовенство, так и светские власти Казахстана разными способами противодействуют распространению идей салафии. Точное количество салафитов в Казахстане доподлинно неизвестно, официальные власти сообщают о 15 тысячах приверженцев этого течения (2016). Последователей этого толка нередко именуют «ваххабитами», хотя сами салафиты себя так не называют.

## Определение
Ислам — самая распространённая религия в Казахстане, мусульмане составляют 70 % населения страны. Большинство казахов причисляют себя к мусульманам, эта религия является частью национальной идентичности казахов. Впервые ислам начал распространяться в городах на юге современного Казахстане в VIII веке. Тюрки-кочевники, обитавшие на территории Казахской степи номинально приняли ислам в 1043 году. Джучиды Керей и Джанибек, основавшие Казахское ханство в XV веке, причисляли себя к мусульманам и считались таковыми во всём исламском мире. Однако практикующими мусульманами была лишь малая часть казахов, которая обитала в городах (в основном — торговцы), а кочевники-скотоводы были знакомы с постулатами веры и мусульманскими практиками достаточно поверхностно.
Салафизм является пуританским, буквалистским и ультраконсервативным исламистским течением внутри суннитского ислама. Термины «салафизм» и «ваххабизм» являются взаимозаменяемыми. Салафиты призывают к ориентированию на образ жизни «праведных предков» (ас-салаф ас-салихун) и отвергают все позднейшие религиозные нововведения, квалифицируя их как бид’а («ересь»). Салафиты Казахстана являются бескомпромиссными противниками суфийских течений, они резко осуждают почитание шейхов, посещение святых мест и другие суфийские практики, всё это расценивается ими как ширк («язычество») и бид’а.
Термин «салафиты» в современном Казахстане считается очень расплывчатым, и так себя может назвать практически кто угодно. Из-за этого является затруднительным запретить столь трудно определимое течение. Иногда те, кого именуют «салафитами», предпочитают называть себя «настоящими» или «молящимися» мусульманами в противовес мусульманам «этническим».
В Казахстане помимо названия «салафия» (каз. сәләфилік, сәләфия), в отношении салафитов широко применяются термины «ваххабизм» (каз. уахабилік, уаһһабизм) и «ваххабиты» (каз. уахабилер, уахабистер, вахабистер, уаһһабшылар и др. варианты). Стоит отметить, что «ваххабитами» в Средней Азии называют любое исламское радикальное течение. Разделение же между «салафитами» и «ваххабитами» является искусственным, ведь все они считают себя приверженцами так называемой «чистой веры» — традиционного ислама без местной специфики.

## История
Движение салафитов в Казахстане зародилось в начале 1990-х годов и было обусловлено принятием закона «О свободе вероисповедания и религиозных объединениях». Также на распространение салафии повлияла казахстанская молодёжь, получившая религиозное образование за рубежом.
По свидетельству бывшего главного имама Мангистауской области Дуйсена Хасниязова, первые салафиты появились в этой области в 1994 году. В 1994—2006 годах салафия получила наибольшее распространение в Мангистауской, Атырауской и Актюбинской областях. Именно западные регионы страны считаются наиболее подверженными влиянию салафизма. По мнению Серика Караманова (прокурор ЗКО в 2012—2016 годах), это обусловлено близким расположением Западного Казахстана к кавказским регионам Российской Федерации и развитой трудовой миграцией в связи с добычей нефти и газа.
Из-за неприятия салафитами официального духовенства в лице Духовного управления мусульман Казахстана продолжается открытый конфликт между ДУМК и силовыми органами — с одной стороны и салафитами — с другой.
Начиная с конца 1999 года казахстанские власти начали преследование членов салафитских групп. В последующие годы стали известны случаи незаконного содержания под стражей, преследования и физического насилия над салафитами.
В 2011 году произошли первые теракты в истории современного Казахстана. В последующие годы имели место ещё несколько инцидентов подобного рода. По словам председатель КНБ РК Владимира Жумаканова, почти все эти события в той или иной мере связаны с салафитами.
В 2016 году, спустя несколько дней после теракта в казахстанском городе Актобе, глава Казахстана Нурсултан Назарбаев выступил с заявлением по этому поводу, где сделал акцент на принадлежности террористов к салафитскому течению. После теракта в Алма-Ате в июле того же года террорист был назван приверженцем салафизма, хотя до этого официальные власти предпочитали причислять террористов к неопределённым «радикальным течениям». После этих инцидентов вновь была поднята тема законодательного запрета салафизма на территории Казахстана. Комитет по делам религий Министерства культуры и спорта РК не исключил, что салафизм может постичь судьба таких запрещённых в стране организаций, как «Хизб ут-Тахрир», «Джамаат Таблиг» и «ат-Такфир ва-ль-Хиджра».
В 2017 году заместитель председателя Комитета национальной безопасности Нургали Билисбеков на заседании Правительства назвал салафитов «основой для формирования новых радикальных групп» и «социальной базы для распространения экстремистской идеологии». По его словам, за годы реализации программы по противодействию религиозному экстремизму и терроризму адресной профилактикой охвачено 90,7 % последователей «нетрадиционных религиозных течений», 70 салафитских лидеров и активистов были склонены к «лояльному отношению к ценностям казахстанского общества».
После протестов и беспорядков в январе 2022 года, в результате которых бывший президент Назарбаев был окончательно отстранён от власти, а некоторые его родственники (например, Кайрат Сатыбалды) были арестованы, некоторые официальные лица высказались об их связи с радикальными исламскими течениями. Так, в 2023 году депутат Ермурат Бапи заявил в стенах Мажилиса, что Кайрат Сатыбалды занимался «распространением радикализма» с дозволения Назарбаева и ваххабизм (салафизм) использовался прежними властями Казахстана в своих интересах.

## Численность
В 2013 году Комитет национальной безопасности объявил, что в Казахстане насчитывается 24 «радикальных салафистских» джамаатов с 495 членами. В 2016 году председатель Комитета по делам религий Министерства культуры и спорта Галым Шойкин рассказал, что в стране насчитывается около 15 тыс. приверженцев салафизма. По мнению политолога Талгата Мамыраимова, салафиты составляют примерно 5—10 % от числа практикующих мусульман Казахстана.

## Внешние атрибуты
Официальные власти Казахстана и духовенство негативно относятся к внешним атрибутам, которые можно идентифицировать как выражение причастности к салафитскому течению. В 2018 году Министерство по делам религий и гражданского общества внесло на рассмотрение Мажилиса парламента поправки по вопросам религиозной деятельности и религиозных объединений, среди которых был запрет на использование и публичную демонстрацию атрибутов и внешних признаков «деструктивных религиозных течений». По словам тогдашнего министра по делам религий и гражданского общества Нурлана Ермекбаева, к таковым можно отнести: одежду, закрывающую лицо; «характерную» бороду и укороченные штаны.
Официальная позиция Духовного управления мусульман Казахстана заключается в том, что отращивание бороды является суннатом (то есть необязательно), а о греховности бритья говорят только ваххабиты. По словам доктора философских и теологических наук ЕНУ Досая Кенжетая, казахстанские мужчины, носящие бороды, и женщины, одевающиеся в хиджаб, которых можно встретить в каждом населённом пункте страны, как правило, являются приверженцами салафизма.
Стоит отметить, что исламский пророк Мухаммед, как и иудеи и христиане-монахи того времени, отращивал бороду. Согласно хадисам, Мухаммед призывал мусульман отращивать бороду и не брить её: «Отличайтесь от многобожников — отпускайте бороды и подстригайте усы», «Подстригайте усы и отращивайте бороду и не будьте похожи на огнепоклонников».

## Противодействие салафизму в Казахстане

### Со стороны силовых структур
Директор Центра актуальных исследований «Альтернатива» Андрей Чеботарёв считает, что власти Казахстана склонны искать «противников конституционного строя и правопорядка» среди верующих. «Не исключено, что в лице салафитов они пытаются создать новый образ „врага“» — отметил Чеботарёв.
По мнению казахстанского политолога Талгата Мамыраимова, если бы в конфликт между «официальным» исламом и новыми течениями не включились силовые структуры, то конфликт так и остался бы на уровне дискуссий между ними. В результате этого вмешательства в тюрьмы стали попадать не только салафиты, но и приверженцы непризнанных официальным духовенством течений. Силовые меры властей стали главным катализатором террористической деятельности среди религиозных радикалов. Часто причиной терактов становились не религиозные убеждения, а месть силовым структурам, которые сажали радикалов в тюрьмы по сфабрикованным обвинениям (в дальнейшем сроки заключения увеличивались), а затем пытали их, запрещали совершать обязательную молитву, заставляли есть свинину и подвергали другим унижениям.
Для борьбы с салафизмом казахстанские власти возводят новые мечети, закрывают религиозные центры, где проповедовали салафиты (например, Саудовский культурный центр в Алма-Ате); с помощью богословов и психологов на призывных пунктах выявляют новобранцев, подвергшихся влиянию салафизма; осуществляют мониторинг более 10 тыс. веб-сайтов на содержание экстремистского характера и блокируют доступ к более сотни таких сайтов в Интернете. Но несмотря на всё это, официального запрета на деятельность салафитов нет. «Не думаю, что они будут открыто, активно объединяться, попытаются зарегистрироваться официально, а если и попытаются — никто такой регистрации не допустит», — отметил представитель Национального центра культуры и религий при Агентстве по делам религий. Такого жёсткого контроля над салафитским движением, как в Узбекистане и Таджикистане, в Казахстане на сегодняшний день нет.

### Со стороны официального духовенства
Духовное управление мусульман Казахстана не раз призывало к запрету салафизма на территории Казахстана. ДУМК было инициировано внесение поправок в закон «О религии», чтобы запретить все исламские течения в Казахстане, кроме ханафитского мазхаба. Однако, как отмечают эксперты, приверженность ханафитскому мазхабу не означает отказа от «радикальных» взглядов, чему свидетельствует тот факт, что большинство представителей Талибана и Аль-Каиды придерживаются именно этого мазхаба.
Согласно ДУМК, среди салафитов есть как радикальные (т. н. такфиристы), так и умеренные (т. н. мадхалиты), но все они представляют опасность из-за того, что «настраивают молодёжь против Духовного управления мусульман Казахстана, против имамов, против мечетей».

## Распространение и пропаганда
По словам представителей Научно-исследовательского и аналитического центра по вопросам религий (НИАЦ), распространение салафизма ведётся путём привлечения молодых казахстанцев к учёбе в зарубежные исламские центры и издания религиозной литературы на казахском и русском языках. Такая деятельность якобы развёрнута во всех областях Казахстана, особенно в дальних районах страны.
К числу наиболее известных и популярных проповедников салафизма в Казахстане причисляются: братья Наиль (Абу Салих) и Ринат (Абу Мухаммад) Зайнуллины, Назратулла Абдулкадиров (Абу Марьям), Дильмурат Махамадов (Абу Мухаммад), Уктам Заурбеков (Абу Абдуррахман).